# Rory Fallon
Rory Michael Fallon (Gisborne, 1982. március 20.) új-zélandi válogatott labdarúgó.

## Válogatott
| Válogatott | Szezon   | Mérkőzés | Gól |
| ---------- | -------- | -------- | --- |
| Új-Zéland  | 2009     | 2        | 1   |
| Új-Zéland  | 2010     | 8        | 1   |
| Új-Zéland  | 2011     | 0        | 0   |
| Új-Zéland  | 2012     | 3        | 0   |
| Új-Zéland  | 2013     | 3        | 1   |
| Új-Zéland  | 2014     | 1        | 0   |
| Új-Zéland  | 2015     | 0        | 0   |
| Új-Zéland  | 2016     | 6        | 2   |
| Összesen   | Összesen | 23       | 5   |

## Sikerei, díjai
- Új-Zéland
  - OFC-nemzetek kupája: 2016